# Дибова (Смолянська область)
Ди́бова (болг. Дъбова) — село в Смолянській області Болгарії. Входить до складу общини Рудозем.

## Населення
За даними перепису населення 2011 року у селі проживали 4 особи.
Розподіл населення за віком у 2011 році:
Динаміка населення: